# Carcelia rutilloides
Carcelia rutilloides är en tvåvingeart som beskrevs av Baranov 1931. Carcelia rutilloides ingår i släktet Carcelia och familjen parasitflugor. Inga underarter finns listade i Catalogue of Life.